# Джанетова, Кульпаран
Кульпаран Джанетова (1921, село Каратоган, Туркестанская АССР, РСФСР — 2010, Алма-Ата, Казахстан) — швея-мотористка Алма-Атинской швейной фабрики имени 1 мая, Герой Социалистического Труда (1971).

## Биография
Родилась в 1921 году в селе Каратоган Алма-Атинского уезда Семиреченской области Туркестанской АССР (ныне в Илийском районе Алматинской области Казахстана). C 1941 года стала работать швеёй на Алма-Атинской швейной фабрике № 1. В 1945 году вступила в КПСС.
За время работы неоднократно выполняла годовые планы на 130—135 %. В 1949 году ей было присвоено звание «Отличник социалистического соревнования лёгкой промышленности СССР», а в 1959 году — «Ударник коммунистического труда». В 1966 году за высокие производственные достижения во время семилетки 1959—1965 годов награждена Орденом Трудового Красного знамени.
Указом Президиума Верховного Совета СССР от 5 апреля 1971 года «за выдающиеся успехи в досрочном выполнении заданий пятилетнего плана и большой творческий вклад в развитие производства тканей, трикотажа, обуви, швейных изделий и другой продукции лёгкой промышленности» удостоена звания Героя Социалистического Труда с вручением ордена Ленина и золотой медали «Серп и Молот».
Избиралась делегатом IV, VIII, XIII и XIV съездов Компартии Казахской ССР. Неоднократно была депутатом Ленинского районного и городского советов в Алма-Ате.
В 1976 году вышла на пенсию. Жила в Алма-Ате. Умерла в 2010 году.
14 мая 2019 года состоялось открытие мемориальной доски на доме № 21 микрорайона «Самал-1» в Медеуском районе Алма-Аты, где Кульпаран Джанетова проживала с 1988 года.
Награды
- Герой Социалистического Труда
- Орден Ленина (1971)
- Орден Трудового Красного Знамени (1966);
- Медаль «В ознаменование 100-летия со дня рождения Владимира Ильича Ленина» (1970)[источник не указан 1881 день];